# Disintegration
Disintegration és el vuitè àlbum d'estudi de la banda anglesa de rock The Cure, que va ser editat el 2 de maig de 1989 per Fiction Records. El disc marca un retorn a l'introspectiu i gòtic estil de rock del gòtic que la banda havia establert en a principis dels anys 80. Quan va fer els 30, el vocalista i guitarrista Robert Smith va sentir una pressió en alça per seguir amb els èxits del grup. Això, juntament amb l'aversió a la popularitat rebuda, va fer que Smith caigués en l'ús de drogues al·lucinògenes, els efectes de les quals va tenir una forta influència en la producció de l'àlbum. Disintegration va ser enregistrat a Hookend Recording Studios a Checkendon, Oxfordshire, amb David M. Allen de coproductor des de finals de 1988 fins a principis de 1989. Una vegada feta l'edició de l'àlbum, el membre fundador de la banda Lol Tolhurst va ser acomiadat.
Disintegration va ser el primer èxit comercial de la banda, arribant a ser número tres al Regne Unit i número 12 als Estats Units, i va aconseguir diversos singles d'èxit com Lovesong, que va ser número dos Billboard Hot 100. Es manté com el disc de The Cure amb més vendes fins avui amb més de tres milions de còpies venudes a tot el món. Va ser acollit amb una crítica tèbia abans del ser proclamat, més tard, com el número 326 dels Llista de les 500 millors cançons de tots els temps de Rolling Stone. Stephen Thomas Erlewine d'AllMusic el va anomenar la "culminació de totes les camins musicals que The Cure perseguia des dels 80".